# Plicisyrinx
Plicisyrinx é um gênero de gastrópodes pertencente a família Pseudomelatomidae.

## Espécies
- Plicisyrinx binicostata Sysoev & Kantor, 1986[2]
- Plicisyrinx decapitata Sysoev & Kantor, 1986[3]
- Plicisyrinx plicata (Okutani, 1964)[4]
- Plicisyrinx vitjazi Sysoev & Kantor, 1986[5]